# Shawneetown
Shawneetown är en stad i den amerikanska delstaten Illinois med en yta av 3 km² och en folkmängd, som uppgår till 1 410 invånare (2000). Shawneetown är huvudorten i Gallatin County. Ortens läge flyttades efter 1937 års översvämning och byn Old Shawneetown är vad som finns kvar av det gamla Shawneetown.